# Spionen som kom in från kylan

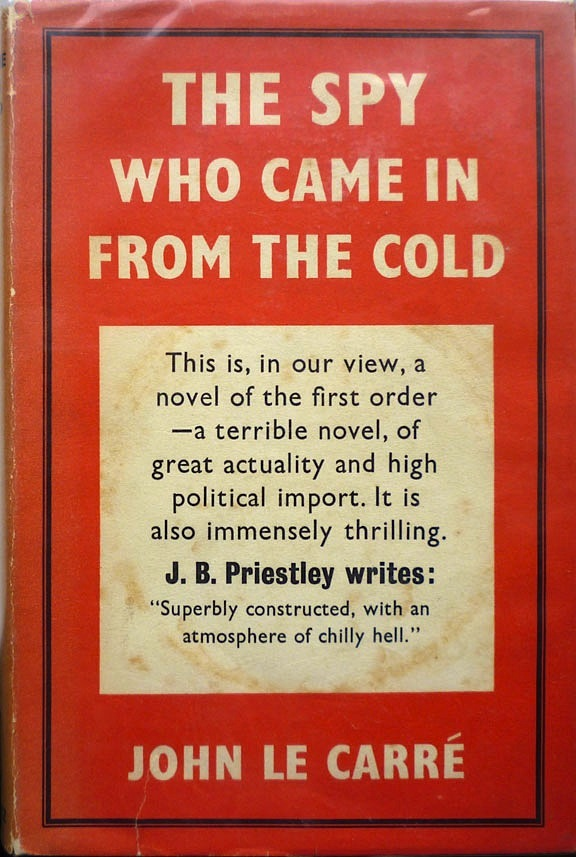
Den engelska utgåvan av Spionen som kom in från kylan.

Spionen som kom in från kylan (originaltitel: The Spy Who Came in from the Cold) är en spionroman av John le Carré, utgiven år 1963.
Romanen beskriver det spioneri som västvärlden och Sovjetunionen bedrev mot varandra under kalla kriget.